# Deutsches Zentrum für Alternsforschung
Das Deutsche Zentrum für Alternsforschung (DZFA) an der Universität Heidelberg war ein Forschungsinstitut von Deutschland und dem Land Baden-Württemberg zum Thema Alternsforschung. Es wurde am 30. September 1995 gegründet und nahm Mitte 1996 seine Forschungen auf. Wegen fehlender Finanzmittel von Bund und Land kam es zum 31. Dezember 2005 zur Schließung. In der Nachfolge entstand 2006 das Netzwerk Alternsforschung unter Leitung von Konrad Beyreuther.
Gründungsdirektorin war die Psychologin und Gerontologin Ursula Lehr (1995–1998), auf deren Initiativen seit dem Stuttgarter Zukunftskongress 1988 die Stiftung der Institution zurückgeht.
Das Zentrum hatte eine interdisziplinäre Ausrichtung und kooperierte u. a. mit der Weltgesundheitsorganisation und zahlreichen Institutionen der Gerontologie und Geriatrie. Es erforschte Alternsprozesse des Erwachsenenalters in ihrer ganzen Vielschichtigkeit, insbesondere in den körperlichen und seelischen Aspekten sowie seinen sozialen und gesellschaftlichen Implikationen.
Das DZFA war eine Stiftung öffentlichen Rechts mit Sitz in Heidelberg; zur Finanzierung trugen der Bund und das Land jeweils 50 % bei. Im Zuge der allgemeinen Budgetknappheit wurden die Geldmittel des Forschungszentrums zurückgefahren.

## Abteilungen
- Abteilung für Entwicklungsforschung
- Abteilung für soziale und ökologische Gerontologie
- Abteilung für Epidemiologie

Aus der Abteilung für soziale und ökologische Gerontologie entstand 2006 die Abteilung für Psychologische Alternsforschung am Psychologischen Institut der Universität Heidelberg, die von Hans-Werner Wahl geleitet wird.
Die Abteilung für Epidemiologie wurde 2006 in das Deutsche Krebsforschungszentrum (DKFZ) integriert und wird dort als Abteilung Klinische Epidemiologie und Alternsforschung geführt und von Hermann Brenner geleitet.

## Leitung des Zentrums
- Wissenschaftlicher Stiftungsvorstand und Leiter der Abteilung für Epidemiologie des DZFA war Hermann Brenner
- Leiter der Abteilung für Soziale und Ökologische Gerontologie des DZFA war Hans-Werner Wahl
- Leiter der Abteilung Entwicklungsforschung war zunächst Peter Martin, später wurde  Andreas Kruse Kommissarischer Leiter.